# Longitarsus petitpierrei
Longitarsus petitpierrei es una especie de insecto coleóptero de la familia Chrysomelidae. Fue descrita científicamente en 1997 por Bastazo.